# Dedu za petami
Dedu za petami je že šesta knjiga finskega pisatelja Arta Paasilinna, ki je izšla v slovenščini. Roman ima preprosto, a zabavno zgodbo o radoživem junaku, ki ne zdrži doma. Pri založbi mladinska knjiga so ga izdali v letih 2005 in 2010, čeprav je bil v originalu napisan že leta 1977.

## Vsebina
Ded, izdelovalec usnja in krzna, Verner Väisänen, potrebuje kljub urejenemu družinskemu življenju umik iz svojega vsakdanjika, zato se odpravi sklepat kupčije po Skandinaviji. Ob njegovem zadnjem pobegu pošlje gospodovalna babica za njim njunega vnuka Augusta, da bi pripeljal deda domov. August sprva ni pretirano navdušen nad babičino idejo, vendar je že pri prvi dogodiščini hvaležen dedu, da je pobegnil. Med njegovim iskanjem doživi veliko zabavnih dogodivščin in ko končno odkrije deda, se med njima splete posebno zavezništvo. Možaka se predata svoji moški svobodi, se družno odpravita na potovanje in s svojimi dogodivščinami osvajata Evropo. Ne pride jima na misel, da bi se hitro vrnila h gospodovalni babici, zato ji občasno napišeta sporočilo, da je z njima vse v reduin naj ne bo v skrbeh.

## Zbirka
Roman je izšel v zbirki Žepnice.

## Izdaje in prevodi
Knjiga je bila do sedaj prevedena že v 22 jezikov.